# Bazzite
La bazzite est un minéral de cyclosilicate de scandium et de béryllium de formule chimique  Be3Sc2Si6O18 (Be3(Sc,Fe)2Si6O18 ou Be3(Sc,Al)2Si6O18). Elle se forme dans le système cristallin hexagonal généralement sous l'aspect de petits cristaux hexagonaux bleus jusqu'à 2 cm de longueur avec une dureté Mohs de 6,5-7 et une densité de 2,77 à 2,85. Son symbole IMA est Bz.
Elle est difficile à distinguer du béryl bleu.
On la trouve dans les cavités miarolitiques du granite, dans les filons alpins et dans les pegmatites granitiques à scandium. Elle est associée au quartz, à l'orthose, à la muscovite, à la laumontite, à l'albite, à l'hématite, à la calcite, à la chlorite, à la fluorite, au béryl et à la bavénite.
Elle a été décrite la première fois à partir d'un échantillon provenant de Baveno, en Italie. Elle est nommée d'après son découvreur, l'ingénieur italien Alessandro Eugenio Bazzi.

## Gisements
Décrite en 1913, la bazzite a pour Localité type, la mine Seula sur le Mont Camoscio, Oltrefiume, sur la commune de Baveno, Province du Verbano-Cusio-Ossola, dans le Piémont, en Italie. D'autres pays hébergent des gisements de bazzite à savoir l'Autriche, le Canada, la République tchèque, la France, l'Allemagne et l'Italie. En Autriche, on la trouve dans la vallée de la Große Fleiß et à Gjaidtroghöhe. Au Canada, des gisements ont été découverts en Colombie-Britannique et en Ontario. En France, des gisements ont été découverts en Savoie, en Bretagne et dans les Alpes françaises. En Allemagne, elle est trouvée dans les districts de Görlitz et de Freyung-Grafenau, et en Italie, elle a été trouvée dans les vallées d'Aoste et de Sondrio.